# Pijerko Bunić Luković
Pijerko (Pero, Petar, Pjerko) Bunić Luković (Dubrovnik, 14. prosinca 1788. – Dubrovnik, 18. srpnja 1846.), hrvatski dramski pisac, pjesnik, skladatelj i pripovjedač.

## Životopis
Rodio se je u Dubrovniku 1788. godine u vlastelinskoj obitelji Bunić. Sin je Mihe i brat Frana, gorljivih boraca za obnovu Dubrovačke Republike, te unuk Luke Mihova, hrvatskog pjesnika i prevoditelja. Bio je glazbeno obrazovan: svirao je violinu, violončelo i glasovir.
Kao i otac i brat, i Pijerko je sudjelovao u borbi za opstanak Dubrovačke Republike. Bio je jednim od predvodnika protufrancuske pobune prosinca 1813. godine. U pobuni je bio teško ozlijeđen. 
Po ozdravljenju bio je generalni nadzornik zdravstva dubrovačkog okružja. Nova austrijska vlast ga je razočarala, ponajviše zbog toga što je spoznao da ne će biti moguće obnoviti Dubrovačku Republiku. 
Zbog toga je otišao u inozemstvo. Živio je od 1815. devet godina u Kairu i Aleksandriji, nakon čega je otišao u Trst gdje se oženio djevojkom iz bogate barunske obitelji Marenzi. Planove o iseljavanju u Ameriku napustio je na zagovor roditelja i rodbine. Tako se iste 1825. godine kad se oženio, vratio u rodni Dubrovnik. Otišao je na svoje imanje u Rijeci dubrovačkoj gdje je živio do kraja života, baveći se pisanjem i poljoprivredom. Živio je od ispomoći vlasti, jer je bio u materijalnoj oskudici. 1841. se je još jednom politički angažirao, kad se pobunio protiv uvođenja poreza od kojega je do tada bio oslobođen dubrovački kraj, t.zv. desetine. 
Bio je pristaša ideja hrvatskog narodnog preporoda i zagovornik hrvatskog jezika. Nikad nije prihvatio Gajev pravopis, no nikad se nije do kraja izjasnio kojem bi se pravopisu priklonio.

## Djela
Pisao je drame raznih žanrova na dubrovačkom govoru hrvatskog jezika,  te dvije komedije na talijanskom. Sačuvan je dio njegovih mnogobrojnih drama: komedija, farsa, tragedija, povijesnih i didaktičko-pučkih igrokaza. 
Pjesnički rad obilježile su mu prigodničarske, domorodne, ljubavne i satirične pjesme, popularne kolende, pripovijetke i pokoji članak. Dio je svojih pjesama uglazbio. Bavio se i skladateljstvom.
Prevodio je sastavke djeda Luka, što je bio Pijerkov pjesnički početak.